# Colaspoides mindorensis
Colaspoides mindorensis là một loài bọ cánh cứng trong họ Chrysomelidae. Loài này được Medvedev miêu tả khoa học năm 2006.